# یواس‌اس گرین‌فیش (اس‌اس-۳۵۱)
یواس‌اس گرین‌فیش (اس‌اس-۳۵۱) (به انگلیسی: USS Greenfish (SS-351)) یک زیردریایی بود که طول آن ۳۱۱ فوت ۹ اینچ (۹۵٫۰۲ متر) بود. این زیردریایی در سال ۱۹۴۵ ساخته شد.